# Улица Александра Дюма
Улица Александра Дюма (груз. ალექსანდრ დიუმას ქუჩა) — улица в Тбилиси, в историческом районе Старый город, от улицы Коте Абхази до Серебряной улицы (Верцхли).
Названа в честь известного французского писателя Александра Дюма (1802—1870), посетившего город в 1858 году.

## История
Предшествующие названия улицы — Грязная (северный участок), Большая (южный участок), Соломоновская. В советское время носила имя Желябова в честь революционера-народника Андрея Ивановича Желябова (1851—1881).
С 2016 года улица закрыта для проезда автотранспорта и является полностью пешеходной
30 сентября 2018 года около одного из баров на улице был убит правозащитник Виталий Сафаров

## Достопримечательности
Выходящий на улицу одним из фасадов д. 56 по Серебряной улице 1860 года постройки интересен тремя своими архитектурно разными фасадами

## Известные жители
- д. № 14 — Александр Дюма